# Пийовці
Пийовці (словен. Pijovci) — поселення в общині Шмарє-при-Єлшах, Савинський регіон, Словенія. 
Висота над рівнем моря: 356,9 м.